# Miss Rusia

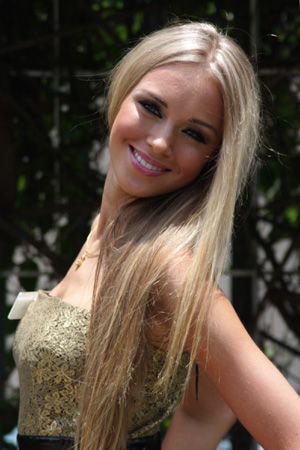
Xenia Suchinowa, Miss Russland 2007

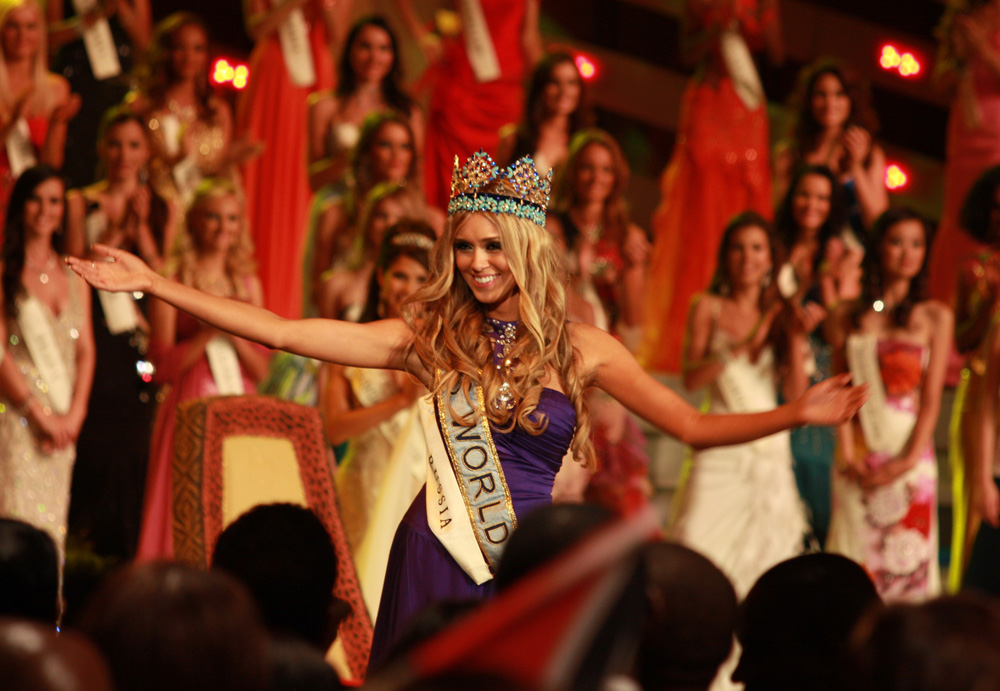
Miss World 2008: Xenia Suchinowa aus Russland

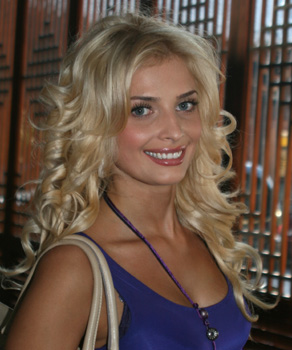
Tatyana Kotova, Miss Russland 2006

Miss Rusia este un concurs de frumusețe care are loc cu excepția unor întreruperi aproape anual în Rusia. La concurs iau parte femei necăsătorite, concursul are loc prima oară prin anii 1920 - 1930, câștigătoare primind titlul de "Miss Rosia" (Мисс Россия) care au candidat la concursul Miss Europe. Printre primele concursuri una a avut loc în anul 1928, la Paris la care au participat emigranții ruși care s-au refugiat din fața Revoluției din Octombrie. În perioada comunistă concursul n-a mai avut loc, astfel că primul concurs  se va ține abia în anul 1989, și din anul 1992, câștigătoarele pot candida pentru titlul de Miss World, Miss Universe, Miss Europe și Miss Baltic Sea. În anul 1995 a mai luat naștere un concurs de frumusețe care poartă titlul de "Cea mai frumoasă din Rusia", "Krasa Rossii" (Краса России) și care candidează pentru titlul de Miss World. Din anul 2004 mai apare un concurs denumit Miss Universe Russia (Мисс Вселенная, Россия) care candidează pentru titlul de Miss Universe.

## Câștigătoarele concursului
| Anul | Miss Rusia                 | În limba rusă                            |
| ---- | -------------------------- | ---------------------------------------- |
| 1928 | Kira Skljarova             | Кира Склярова                            |
| 1929 | Valentina Osterman(n)      | Валентина Остерман                       |
| 1929 | Irina Lewitskaja [Levetky] | Ирина Левицкая                           |
| 1930 | Irene Wentzell [Wentzel]   | Ирина Венцель                            |
| 1931 | Marina Shalyapina          | Марина Шаляпина [Федора Шаляпина Марина] |
| 1932 | Nina de Pohl               | Нина Поль                                |
| 1933 | Tatiana Marlow [Marlon]    | Татьяна Маслова                          |
| 1934 | Ekaterina Antonova         | Екатерина Антонова                       |
| 1935 | Marianna Gorbatovski       |                                          |
| 1936 | Ariadne Gedeonova          | Ариадна Алексеевна Гедеонова             |
| 1937 | Irina Ilina                | Ирина Ильина                             |
| 1938 | Evgenia Dashkevich         | Евгения Дашкевич                         |
| 1939 | Irina Borodulina           | Ирина Бородулина                         |

| Anul | Miss URSS            | În limba rusă (Мисс CCCP) |
| ---- | -------------------- | ------------------------- |
| 1989 | Julia Sukhanova      | Юлия Суханова             |
| 1990 | Maria Kezha          | Мария Кежа                |
| 1991 | Ilmira Shamsutdinova | Ильмира Шамсутдинова      |

| Anul | Miss Rusia            | În limba rusă (Мисс Россия) |
| ---- | --------------------- | --------------------------- |
| 1993 | Anna Baitchik         | Анна Байчик                 |
| 1994 | n-a avut loc          | n-a avut loc                |
| 1995 | Elmira Touyusheva     | Эльмира Туюшева             |
| 1996 | Alexandra Petrova     | Александра Петрова          |
| 1997 | Yelena Rogozhina      | Елена Рогожина              |
| 1998 | Anna Malova           | Анна Малова                 |
| 1999 | n-a avut loc          | n-a avut loc                |
| 2000 | Anna Kruglova         | Анна Круглова               |
| 2001 | Oxana Fedorova        | Оксана Федорова             |
| 2002 | Svetlana Koroleva     | Светлана Королева           |
| 2003 | Victoria Lopyreva     | Виктория Лопырева           |
| 2004 | Diana Zaripova        | Диана Зарипова              |
| 2005 | Alexandra Ivanovskaya | Александра Ивановская       |
| 2006 | Tatyana Kotova        | Татьяна Котова              |
| 2007 | Xenia Suhinova        | Ксения Сухинова             |
| 2008 | n-a avut loc          | n-a avut loc                |
| 2009 | Sofia Rudieva         | София Рудьева               |
| 2010 | Irina Antonenko       | Ирина Антоненко             |

| Anul | Krasa Rossii        | În limba rusă (Краса России) |
| ---- | ------------------- | ---------------------------- |
| 1995 | Yelena Basina       | Елена Базина                 |
| 1996 | Victoria Tsapitsyna | Виктория Цапицына            |
| 1997 | Liudmila Popova     | Людмила Попова               |
| 1998 | Tatyana Mokrushina  | Татьяна Мокрушина            |
| 1999 | Elena Efimova       | Елена Ефимова                |
| 2000 | Anna Bodareva       | Анна Бодарева                |
| 2001 | Irina Kovalenko     | Ирина Коваленко              |
| 2002 | Anna Tatarintseva   | Анна Татаринцева             |
| 2003 | Svetlana Goreva     | Светлана Горева              |
| 2004 | Tatyana Sidortchuk  | Татьяна Сидорчук             |
| 2005 | Julia Ivanova       | Юлия Иванова                 |
| 2006 | Alexandra Mazur     | Александра Мазур             |
| 2007 | Natalia Andreeva    | Наталья Андреева             |
| 2008 | Sofia Larina        | Софья Ларина                 |
| 2009 | Evghenia Lapova     | Евгения Лапова               |

| Anul | Miss Universe Russia | În limba rusă (Мисс Вселенная, Россия) |
| ---- | -------------------- | -------------------------------------- |
| 2004 | Ksenia Kustova       | Ксения Кустова                         |
| 2005 | Natalya Nikolayeva   | Наталия Николаева                      |
| 2006 | Anna Litvinova       | Анна Литвинова                         |